# Antigenes (Historiker)
Antigenes  war ein vermutlich im späten 4. Jahrhundert v. Chr. lebender griechischer Historiker, der anscheinend ein Geschichtswerk über Alexander den Großen verfasste.
Antigenes gehört – neben Kleitarchos, Onesikritos u. a. – zu jenen von Plutarch aufgezählten älteren Alexanderhistorikern, die die angebliche Begegnung Alexanders mit der Amazonen-Königin Thalestris als historisches Ereignis präsentierten. Er wird auch vom antiken Grammatiker Ailios Herodianos erwähnt. Das Werk des Antigenes ist komplett verschollen; es dürfte einen topographischen und naturwissenschaftlichen Charakter aufgewiesen haben. Nicht feststellbar ist, ob er mit dem gleichnamigen Feldherrn Alexanders und späteren Diadochen identisch ist.

## Ausgabe der Fragmente
- Felix Jacoby (Hrsg.): Fragmente der griechischen Historiker, Nr. 141